# 12 Gwardyjska Dywizja Pancerna
12 Gwardyjska Humańska Dywizja Pancerna (ros. 12-я гвардейская танковая Уманская ордена Ленина Краснознамённая ордена Суворова дивизия) – związek taktyczny Armii Radzieckiej przejęty przez  Siły Zbrojne Federacji Rosyjskiej.
W końcowym okresie istnienia Związku Socjalistycznych Republik Radzieckich dywizja stacjonowała na terenie Niemieckiej Republiki Demokratycznej. W tym czasie wchodziła w skład 3 Armii. Dyslokowana do Rosji i rozformowana w 1991

## Struktura organizacyjna
Skład w 1990:
- dowództwo i sztab – Neuruppin
- 48 Gwardyjski Wapniarsko-Warszawski pułk czołgów;
- 332 Gwardyjski Warszawski pułk czołgów;
- 353 Gwardyjski Wapniarsko-Berliński pułk czołgów;
- 200 Gwardyjski Fastowski pułk zmotoryzowany;
- 117 pułk artylerii samobieżnej;
- 933 Wierchnie - Dnieprowski pułk rakiet przeciwlotniczych;
- 18 Gwardyjski Dębliński batalion rozpoznawczy;
- 490 batalion łączności;
- 136 Gwardyjski Dębliński batalion inżynieryjno-saperski;
- kompania obrony przeciwchemicznej;
- 1074 batalion zaopatrzenia;
- 64 batalion remontowy;
- 208 batalion medyczny.